# قلعه تیمور
قلعه تیمور مربوط به دوره تیموریان در سیستان است و در شهرستان زابل، و در محل قبلی قلعهٔ بجای مانده از شهر کهن زرنگ در زاهدان کهنه در۷ کیلومتری شمال شهر زهک در سیستان واقع شده و این اثر در تاریخ ۱ اردیبهشت ۱۳۴۵ با شمارهٔ ثبت ۵۳۸ به‌عنوان یکی از آثار ملی ایران به ثبت رسیده است.